# بيلوردي
بيلوردي هي قرية في مقاطعة هريس، إيران. عدد سكان هذه القرية هو 1,147 في سنة 2006.